# Radu-Mihai Mihail
Radu-Mihai Mihail n. 8 aprilie 1969, Constanța, România, ales pe listele USR în 2016 si reales în 2020, lider al senatorilor USR începând cu prima sesiune din 2020. Din 2017 face parte din conducerea USR fiind ales în Biroul Național al partidului.

## Despre
Radu-Mihai Mihail (n. 8 aprilie 1969) este manager și politician cu dublă naționalitate română și franceză. În prezent, acesta este Senator în Parlamentul României, circumscripția 43 - Diaspora, la cel de-al doilea său mandat. Din 2020 este liderul grupului parlamentar USR din Senat. Face parte din conducerea USR ca membru al Biroului Național începând cu 2017.

## Studii și activitate profesională
- Radu Mihail a absolvit cursurile Universității Politehnica din București, urmate de cele ale INDE (Institutul Național de Dezvoltare Economică), în cadrul căruia a obținut un master în ”Dezvoltarea Economică a Întreprinderilor”. Ulterior, acesta a obținut un Executive MBA la HEC Paris (Haute Ecole de Commerce, Paris, France).
- După un debut de carieră ca inginer, Radu Mihail a lucrat în echipele de management al unor companii multinaționale, coordonând echipe din Statele Unite ale Americii, Italia, Franța și Marea Britanie. Acesta a lucrat în activități de dezvoltare și lansare de noi produse și servicii precum și în gestiunea resurselor umane, în domeniile telecomunicațiilor și explorării petroliere. Ulterior a colaborat cu intreprinderi mici și mijlocii, ajutându-le să se dezvolte.

## Activitate civică și politică
În timpul studenției, Radu Mihail a luat parte la principalele manifestații împotriva regimului Iliescu din 1990, instaurat după căderea comunismului în România. 
A fost implicat ca voluntar in lansarea postului de radio “RFI/Radio Delta” in perioada 1990  - 1992. Dupa 2008 A contribuit ca voluntar și la activitati de sprijinire a persoanelor în dificultate din Franța și a intreprinzătorilor africani cu “Fondation de la 2eme chance” și respectiv “Grow Movement”.
S-a implicat activ în politică pentru prima oară în 2014, în Franța, în cadrul partidului “Nous Citoyens”, pe listele căruia a candidat în alegerile regionale din 2015, în Paris. În 2016, Radu Mihail s-a înscris în USR unde i s-a propus ulterior să candideze pentru un loc de Senator în circumscripția 43, pentru românii din afara granițelor. După câștigarea mandatului de Senator, a fost ales membru în Biroul Național la Congresul USR din 2017. A fost reales pentru perioada 2019 - 2021 si a reintrat mai apoi in 2022. În cadrul Biroului Național, Radu Mihail a fost responsabil cu relațiile internaționale și a fost implicat în mod special în obținerea afilierii partidului la nivel European în mișcarea liberală, USR devenind membru ALDE în 2019. A fost unul dintre promotorii definirii USR ca partid de centru-dreapta modern, precum și al fuziunii cu PLUS, partidul fostului prim-ministru Dacian Cioloș.

## Activitate parlamentară
- Radu Mihail este în prezent Senator în circumscripția 43, Diaspora, în cel de-al doilea său mandat. În legislatura 2016-2020,  împreună cu colegii săi parlamentarii USR, s-a opus, prin toate mijloacele posibile, adoptării de către majoritatea condusă de PSD a modificărilor majore aduse legilor justiției, care puneau în pericol statul de drept. A preluat conducerea grupului senatorilor USR la începutul anului 2020 și a asigurat perioada de tranziție către un nou mandat, la finele anului 2020, de data aceasta USR PLUS ajungând la guvernare.

- Direcțiile majore de actiune în sprijinul românilor din afara granițelor pe care le-a urmat au fost: asigurarea unei puteri politice corecte pentru Diaspora, o relație corectă cu administrația statului român și facilitarea implicării Diasporei in dezvoltarea economico-socială a României.

- A făcut parte din Comisia Specială a Parlamentului care a adaptat legislația electorală modernă după desfășurarea dezastruoasă a alegerilor Europarlamentare din 2019.

- A lansat mai multe proiecte cu scopul de a pune în valoare experiența românilor din Diaspora – ”Stop Cozi la Vot Arhivat în 8 ianuarie 2024, la Wayback Machine.” (asigurarea condițiilor necesare pentru o derulare corectă a alegerilor în Diaspora), “Simplu ca afară” (adaptări legislative pentru o mai buna funcționare a administrației, urmând exemple din alte țări prin experiențele împărtășite de românii din afara țării), ”Votează pentru Acasă” (încurajarea românilor din străinătate să iasă la vot în număr cât mai mare la alegerile parlamentare din 2020).

- A initiat si a obtinut votarea si promulgarea unor initiative în sprijinul românilor din afara țării (digitalizarea serviciilor consulare Arhivat în 8 ianuarie 2024, la Wayback Machine., obligativitatea utilizarii feedbackului de la cetateni, îmbunătățirea procesului electoral si facilitarea accesului la vot) sau al victimelor traficului de persoane .

- A activat în Comisia pentru politică Externă (unde a fost vicepresedinte în perioada 2018 - 2020) și în Comisia pentru Românii din afara granițelor Arhivat în 8 ianuarie 2024, la Wayback Machine. (a condus-o timp de trei sesiuni ca președinte în 2018 - 2019).

- Timp de doi ani, 2021 si 2022, a ocupat pozitia de  Președinte al Delegației Parlamentului României în Adunarea Parlamentară a OSCE, unde a promovat sprijinul sustinut și  neconditionat pentru Ucraina in razboiul declansat prin agresiunea neprovocata a Rusiei și a cerut recunoasterea rolului deosebit al României și al altor state limitrofe care au sprijinit Ucraina încă de la începutul conflictului.

## Delegat la Conferința privind Viitorul Europei
Radu Mihail a reprezentat Senatul României la Conferința privind Viitorul Europei unde a promovat vocea cetățenilor europeni mobili care trăiesc și lucrează în afara țării lor de origine și care pot aduce un aport semnificativ la întarirea constructiei europene. A facut parte din grupul de lucru ”O economie mai puternică, justiție socială și locuri de muncă” unde alaturi de ceilalti reprezentanti ai Renew Europe a sustinut plasarea inovarii si antreprenoriatului ca subiecte importante.